# Mika Biereth
Mika Biereth (London, 2003. február 8. –) dán válogatott labdarúgó, a francia Monaco csatára.

## Pályafutása

### Klubcsapatokban
Biereth Londonban született. Az ifjúsági pályafutását a Fulham akadémiájánál kezdte, majd az Arsenalnál folytatta.
2022 és 2024 között a holland Waalwijk, a skót Motherwell és az osztrák Sturm Graz csapatánál szerepelt kölcsönben az Arsenaltól. 2024. július 8-án az osztrák Sturm Grazhoz szerződött. 2024. augusztus 4-én, a Rapid Wien ellen mutatkozott be. A következő bajnoki fordulóban megszerezte első gólját is a Hartberg ellen. 2024. október 6-án mesterhármast adott a RB Salzburg csapatának.
2025. január 11-én 13 millió euró ellenében a francia első osztályban szereplő Monacóhoz igazolt. Először 2025. január 14-én, a Reims elleni kupamérkőzésen lépett pályára, ahol Mohammed Salisunak egy gólpasszt is kiosztott. Január 25-én a Rennes ellen volt eredményes. Február 1-jén, mindössze 8 perc alatt megszerezte első mesterhármasát a francia klub színeiben, az Auxerre ellen. Február 15-én a Nantes, majd február 28-án a Reims ellen szintén háromszor talált be az ellenfél kapujába.

### A válogatottban
Biereth az U19-es és az U21-es korosztályú válogattakban is képviselte Dániát.
2025-ben debütált a felnőtt válogatottban. Először a 2025. március 20-ai, Portugália ellen 1–0-ra megnyert Nemzetek Ligája mérkőzésen lépett pályára.

## Statisztika

### A válogatottban
| Válogatott | Év       | Pályára lépés | Gól |
| ---------- | -------- | ------------- | --- |
| Dánia      | 2025     | 2             | 0   |
| Összesen   | Összesen | 2             | 0   |

## Sikerei, díjai
Sturm Graz
- Osztrák Bundesliga
  - Bajnok (1): 2023–24

- Osztrák Kupa
  - Győztes (1): 2023–24